# Diocèse d'Iglesias
Le diocèse d'Iglesias (en latin : Dioecesis Ecclesiensis) est un diocèse de l'église catholique basé à Iglesias. C'est un diocèse suffragant de l'archidiocèse de Cagliari en région Sardaigne, en Italie. Il a pour cathédrale la cathédrale d'Iglesias. En 2013, sur un territoire de 1 678 km2 il compte 140 500 baptisés sur une population totale de 145 600 habitants. 
Depuis le IVe siècle, Sulci est siège épiscopal, mais après un déclin économique, l'évêque établit sa résidence à Tratalias. La cathédrale est érigée par les Pisans en 1285, et par la suite restaurée à diverses reprises.
En 1323, après une longue résistance, Iglesias est prise par Jacques II d'Aragon, qui se lance dans la conquête de la Sardaigne. En 1503, le diocèse est réuni à celui de Cagliari, mais le 18 mai 1763 le diocèse est rétabli et Giovanni Ignazio Gautier en est nommé évêque.

## Territoire
Le diocèse, qui compte 24 communes, se trouve dans la partie sud-occidentale de la Sardaigne et comprend l'entière province de Carbonia-Iglesias et la commune de Teulada dans la province de Cagliari. Son siège est Iglesias, où se trouve la cathédrale Sainte Claire d’Assise.
À Tratalias se trouve l'ancienne cathédrale Santa Maria de Monserrato (it) et à Sant'Antioco la  basilique Sant'Antioco Martire (it).
Le territoire, qui a une superficie de 1 678 km2, comporte 65 paroisses, regroupées en 4 vicariats : Carbonia, Iglesias, Sant'Antioco et Sulcis.

## Histoire

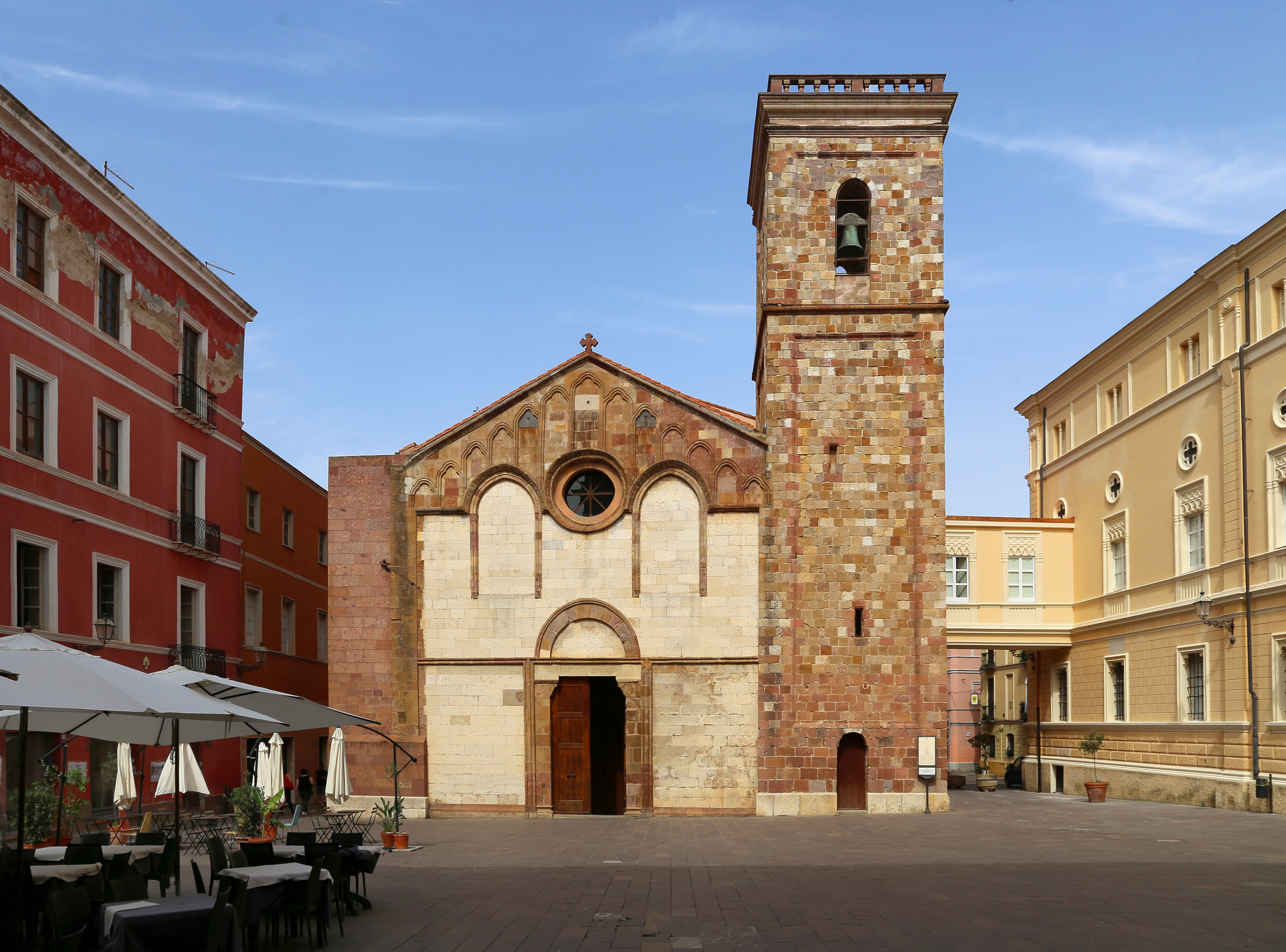
Cathédrale d'Iglesias

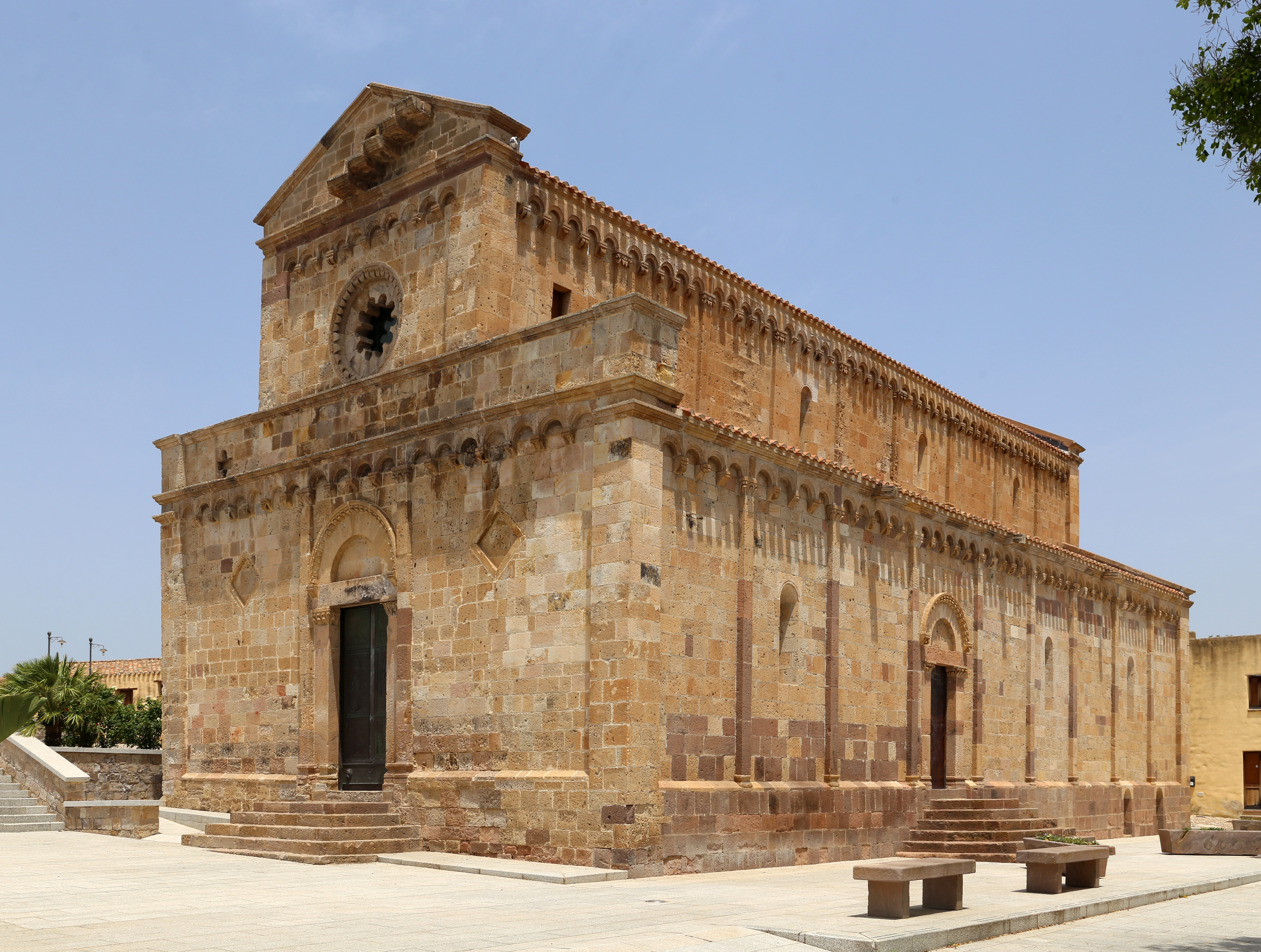
La cathédrale Santa Maria di Monserrato, Tratalias, cathédrale du diocèse jusqu'en 1503

Le diocèse de Sulcis, l'actuelle Sant'Antioco a été probablement érigé entre le IVe et le Ve siècle av. J.-C.. Des documents attestent son existence quand le premier évêque connu, Vitale, a participé au concile de Carthage en 484 convoqué par le roi vandale Hunéric, afin de réconcilier catholiques et ariens. Le culte du martyr Antioco de Sulcis (it) date de la même époque. En effet, les byzantins ont construit au IVe siècle une basilique sur son martyrium. D'après les actes du Concile de Sardique de 343/344, il résulte que la Sardaigne a plusieurs sièges épiscopaux. L'archidiocèse de Cagliari est attesté pour la première fois en 314.
Le diocèse est restauré et suffragé à l'archidiocèse de Cagliari, à l'occasion de la réorganisation de l'église sarde, à l'époque du pape Alexandre II (1061-1073). Au XIIIe siècle, le siège est transféré à Tratalias où est construite la cathédrale Santa Maria di Monserrato.
En 1218 le pape Honorius III concède un privilegium protectionis, reconnaissant aux évêque de Sulcis le droit perpétuel sur le territoire du diocèse et que l'église du bienheureux Antioche soit retenue comme le siège du diocèse de Sulcis.
Le diocèse comprend les districts administratifs de Cixerri et de Sulci.
Le 8 décembre 1503, la  bulle pontificale Aequum reputamus du pape Jules II transfère de nouveau le siège épiscopal de Tratalias à Iglesias, ville qui à partir du milieu du XIVe siècle est devenue le siège des évêques de Sulcis et du chapitre de la cathédrale. Le diocèse prend le nom de Sulcitanensis seu Ecclesiensis.
Dans le  consistoire secret du 9 janvier 1514, le pape Léon X, confirmant une décision déjà prise par Jules II en 1506, nomme  Giovanni Pilares évêque de Cagliari entérinant la fusion du siège épiscopal de Sulcis avec celui de Cagliari. L'union qui devait prendre fin avec la mort de Pilares a duré de facto 250 ans.
Deux tentatives d'établir à nouveau le siège à Iglesias eurent lieu en 1580 avec l'aval de Philippe II d'Espagne et en 1620, mais la Rote romaine a confirmé en 1654 l'union des deux sièges avec la formule aeque principaliter; Iglesias a néanmoins le droit de nommer son propre vicaire capitulaire et le droit d'avoir son propre vicaire général.
En 1728, le diocèse comprend 5 paroisses et 8 023 habitants. L'archevêque Tommaso Ignazio Natta (1759-1763), devant la difficulté de gérer un diocèse aussi étendu, demande à la curie romaine de nommer un évêque à Iglesias et le 18 mai 1763, Clément XIII décide la séparation des deux diocèses et de rétablir le siège épiscopal à Iglesias. Le nouvel évêque Luigi Satta est nommé le 26 septembre 1763.
En 1763, le diocèse d'Iglesias compte environ 13 000 personnes reparties dans 6 localités. La plus grande partie de la population et du clergé réside à Iglesias, et le reste du diocèse ne compte que 7 prêtres. Vers le milieu du XIXe siècle, le diocèse compte 27 paroisse et presque 30 000 habitants.
Au  concile Vatican II, une proposition de suppression du diocèse est avancée avec de nouveau l'annexion à celui de Cagliari, mais la majorité des évêques a opté pour le statu quo.

## Liste des évêques

### Évêques de Sulcis
- Vitale  (notifié  484)
- Anonyme  (notifié 599)
- Pietro  (début VIIe siècle)
- Eutalio  (documenté de 649 à 680)[12]
- Anonyme  (notifié 1061)
- Anonyme  (notifié 1073)
- Anonyme  (1089)
- Raimondo (notifié 1090)
- Salvio  (notifié 1108)
- Arnaldo  (notifié 1112)
- Anonyme (mentionné avant 1118)
- Anonyme (notifié 1118)
- Alberto (notifié 1123)
- Aimo (avant 1151 - après 1163)
- Mariano I (avant 1206 - 27 mars 1218)[13].
- Bandino (avant 1221 - après 1226)
- Arzotto (notifié 1235)
- Gregorio (avant 1263 - après le 2 janvier 1267)
- Mondasco de' Sismondi (avant 1281 - après 1282)
- Comita (vers 1300 - 1324)
  - Bonifacio della Gherardesca, O.F.M (1324 - 1324)
- Angelo Portasole, O.P. (24 avril 1325 - 12 février 1330)[14].
- Bartolomeo, Ordre du Carmel (12 février 1330 - 1332)
- Guglielmo Jornet, O.F.M.  (24 avril 1332 - 1334)
- Guglielmo Jaffer (8 avril 1334 - après 1335)
- Mariano II (avant 1342 - vers 1349)
- Ramón Gilet (18 mai 1349 - vers 1359)
- Francesco Alegre, O.P. (8 juin 1359 - 1364)
- Leonardo, O.F.M. (27 novembre 1364 - ?)
- Francesco (avant 1387)
- Obédience romaine:
  - Andrea (avant 1387)
  - Corrado de Cloaco (24 avril 1387 - 1389 démis)[15]
  - Filippo (5 avril 1389 - ?)
  - Biagio di Prato (21 novembre 1396 - 1409)
- Obédience avignonaise :
  - Pietro Tordora, O.de M. (24 septembre 1388 - vers 1410)
  - Giovanni Rodrigo de Corella, O.P., (27 janvier 1410 - 1415)
- Giovanni Cassani, O.E.S.A. (4 mai 1418 - 1441)
  - Raimondo de Torres, O.F.M. (17 octobre 1441 - ?) (anti-évêque)[16]
- Sisinnio (19 novembre 1442 - 5 juillet 1443)[17].
- Antonio Presto, O.P. (24 juillet 1443 - vers 1447)
- Garsia, O.F.M. (22 septembre 1447 - vers 1461)
- Giuliano Matoni, O.P. (6 novembre 1461 - vers 1487)
- Simone Vargiu, O.F.M. (4 avril 1487 - vers 1503)
- Giovanni Pilares[18],[19]  (7 juillet 1503 - 9 janvier 1514)[20].
  - Siège uni à l'archidiocèse de Cagliari (1514-1763)[1].

### Évêques d'Iglesias
- Luigi Satta  (26 septembre 1763 - avril 1772)
- Giovanni Ignazio Gautier  (7 septembre 1772 - octobre 1773)
- Francesco Antonio Deplano  (13 mars 1775 - 1781)
- Giacinto Rolfi, (O.S.A.)  (18 juillet 1783 - 15 juin 1789)
- Giuseppe Domenico Porqueddu  (26 mars 1792 - 1799)
- Nicolo Navoni  (11 août 1800 - 29 mars 1819)[21].
- Giovanni Nepomuceno Ferdiani  (23 août 1819 - 19 janvier 1841)
  - Siège vacant (1841-1844)
- Giovanni Battista Montixi  (25 août 1844 - 26 février 1884)
- Raimondo Ingheo  (10 novembre 1884 - 16 décembre 1907)
  - Siège vacant (1907-1911)
- Giuseppe Dallepiane  (22 septembre 1911 - 13 avril 1920)
- Saturnino Peri  (16 décembre 1920 - 1er novembre 1929)
- Giovanni Pirastru  (22 juillet 1930 - 7 septembre 1970)
- Giovanni Cogoni  (7 septembre 1970 - 25 mars 1992)
- Arrigo Miglio (25 mars 1992 - 20 février 1999)[22].
- Tarcisio Pillolla (3 juillet 1999 - 3 juin 2007)
- Giovanni Paolo Zedda (17 juin 2007 - 6 octobre 2022)[1].
  - Arrigo Miglio, administrateur apostolique depuis le 6 octobre 2022
- Mario Farci, depuis le 30 novembre 2024

## Statistiques
Le diocèse à la fin de l'année 2013 compte une population de 145 600 personnes et 140 500 baptisés soit 96,5% de la population.
| Année | Population | Population | Population  | Prêtres | Prêtres   | Prêtres   | Prêtres             | Religieux | Religieux | Religieux | Paroisses |
| Année | Baptisés   | Total      | Pourcentage | Nombres | Séculiers | Réguliers | Baptisés par prêtre | Diacres   | Hommes    | Femmes    | Paroisses |
| ----- | ---------- | ---------- | ----------- | ------- | --------- | --------- | ------------------- | --------- | --------- | --------- | --------- |
| 1950  | 149 600    | 150 000    | 99,7 %      | 52      | 49        | 9         | 2 452               |           |           |           | 30        |
| 1969  | 141 000    | 143 000    | 98,6 %      | 94      | 79        | 15        | 1 500               |           | 19        | 182       | 51        |
| 1980  | 146 350    | 146 750    | 99,7 %      | 102     | 90        | 12        | 1 434               |           | 14        | 170       | 63        |
| 1990  | 153 600    | 154 000    | 99,7 %      | 99      | 87        | 12        | 1 551               | 1         | 14        | 119       | 69        |
| 1999  | 139 000    | 140 874    | 98,7 %      | 88      | 77        | 11        | 1 579               | 1         | 12        | 89        | 62        |
| 2000  | 143 800    | 145 900    | 98,6 %      | 80      | 72        | 8         | 1 797               | 1         | 9         | 77        | 64        |
| 2001  | 143 900    | 146 000    | 98,6 %      | 84      | 74        | 10        | 1 713               | 1         | 11        | 79        | 64        |
| 2002  | 146 000    | 146 800    | 99,5 %      | 87      | 76        | 11        | 1 678               | 1         | 12        | 70        | 64        |
| 2003  | 145 000    | 145 800    | 99,5 %      | 87      | 76        | 11        | 1 666               | 1         | 11        | 70        | 64        |
| 2006  | 145 000    | 145 600    | 99,6 %      | 89      | 80        | 9         | 1 629               | 2         | 9         | 65        | 64        |
| 2010  | 146 000    | 147 000    | 99,3 %      | 84      | 77        | 7         | 1 738               | 2         | 7         | 56        | 64        |
| 2013  | 140 500    | 145 600    | 96,5 %      | 87      | 79        | 8         | 1 614               | 2         | 8         | 54        | 65        |
| 2016  | 139 600    | 141 070    | 99,0 %      | 80      | 72        | 8         | 1 745               | 2         | 9         | 43        | 64        |
| 2019  | 135 000    | 136 345    | 99,0 %      | 70      | 67        | 3         | 1 928               | 5         | 3         | 21        | 64        |

## Source
- (en)/(it) Cet article est partiellement ou en totalité issu des articles intitulés en anglais « Roman Catholic Diocese of Iglesias » (voir la liste des auteurs) et en italien « Diocesi di Iglesias » (voir la liste des auteurs).

### Bibliograhie
- (la) Antonio Felice Mattei, « Sardinia sacra seu De episcopis sardis historia », Rome, 1761, p. 125–138.
- (it) « Enciclopedia della Sardegna », Sassari, 2007, p. 92–93.
- (it) Francesco Lanzoni, « Le diocesi d'Italia dalle origini al principio del secolo VII (an. 604) », Faenza, 1927, p. 667–671.
- (it) Giuseppe Cappelletti, « Le Chiese d'Italia della loro origine sino ai nostri giorni », Venise, 1857, p. 83-93.
- (it) Pietro Martini, « Storia ecclesiastica di Sardegna », Cagliari, 1841, p. 322-325.
- (it) Raimondo Turtas, « La Diocesi di Sulci tra il V e il XIII secolo in Sandalion no  18 », 1995, p. 147-170.
- (it) Pier Giorgio Ignazio Spanu, « La Sardegna bizantina tra VI e VII secolo », Oristano, 1998, p. 47-55.
- (it) « Profilo storico della diocesi », sur Archiviostoricodiocesiiglesias.it.
- (la) Pius Bonifacius Gams, « Series episcoporum Ecclesiae Catholicae », Leipzig, 1931, p. 837.
- (la) Konrad Eubel, « Hierarchia Catholica Medii Aevi », sur Derivatives stanford.edu, p. 204.
- (la) Michele Antonio Gazano, « La storia della Sardegna «Bolla Aequum reputamus  » », Cagliari, 1777, p. 155–160.